# Irondale (Alabama)
Irondale ist eine Stadt im Jefferson County im US-Bundesstaat Alabama.
Sie ist ein Vorort von Birmingham mit bei der  Volkszählung 2020 ermittelten 13.497 Einwohnern.
Irondale ist durch das Buch und den gleichnamigen Film Grüne Tomaten (englisch Fried Green Tomatoes) von Fannie Flagg bekanntgeworden. Fannie Flagg wuchs in Irondale auf. Schauplatz von Buch und Film war das bekannte Irondale Cafe, das „The Whistle Stop Cafe“ genannt wurde. Irondale ist Sitz des international agierenden katholischen Radio- und Fernsehsenders EWTN, des weltweit größten religiöse Fernsehsenders.

## Demographie
Nach der Volkszählung im Jahr 2000 leben in Irondale 9813 Menschen in 4019 Haushalten und 2736 Familien. Ethnisch betrachtet setzt sich die Bevölkerung aus 72 Prozent weißer Bevölkerung, 25 Prozent Afroamerikanern sowie kleineren Minderheiten zusammen. Der Anteil der Hispanics an der Gesamtbevölkerung liegt bei drei Prozent.
In 31,3 % der 4019 Haushalte leben Kinder unter 18 Jahren, in 52,6 % leben verheiratete Ehepaare, in 12,1 % leben weibliche Singles und 31,9 % sind keine familiären Haushalte. 27,5 % aller Haushalte bestehen ausschließlich aus einer einzelnen Person und in 10,2 % leben Alleinstehende über 65 Jahre. Die durchschnittliche Haushaltsgröße liegt bei 2,42 Personen, die von Familien bei 2,97.
Auf die gesamte Stadt bezogen setzt sich die Bevölkerung zusammen aus 24,1 % Einwohnern unter 18 Jahren, 7,0 % zwischen 18 und 24 Jahren, 29,6 % zwischen 25 und 44 Jahren, 26,2 % zwischen 45 und 64 Jahren und 13,1 % über 65 Jahren. Der Median beträgt 39 Jahre. Etwa 52,2 % der Bevölkerung ist weiblich.
Der Median des Einkommens eines Haushaltes beträgt 46.203 USD, der einer Familie 55.365 USD. Das Pro-Kopf-Einkommen liegt bei 23.251 USD. Etwa 9,2 % der Bevölkerung und 5,7 % der Familien leben unterhalb der Armutsgrenze.